# محمد أباد (سفيد دشت)
محمد أباد (بالفارسية: محمدآباد) هي منطقة سكنية تقع في إيران في أصفهان. يقدر عدد سكانها بـ 1,903 نسمة .